# Skvader (fordon)

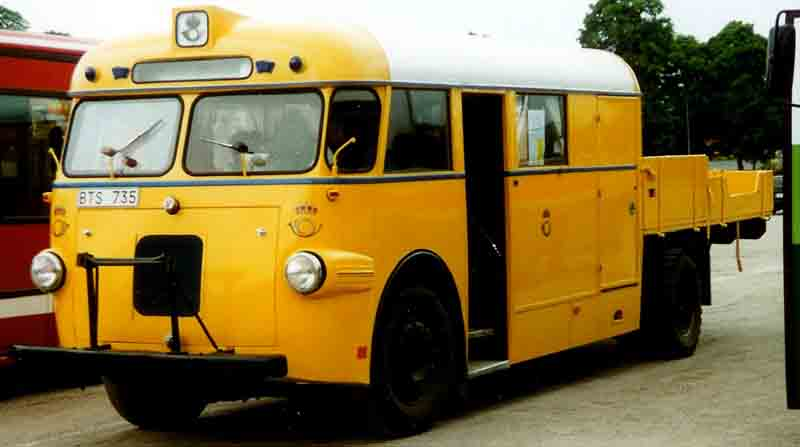
Postens diligens typ K90 på ett Scania-Vabis 2B 21-chassi i drift inom Postverkets diligenstrafik 1959–1967. Karossen byggdes som vanlig buss av Molinverken 1949 och byggdes om av Postens Bussverkstad i Lycksele 1958–1959. Bussen var stationerad i Ramselevallen och trafikerade linjen Ramselevallen–Hammerdal–Sikås.

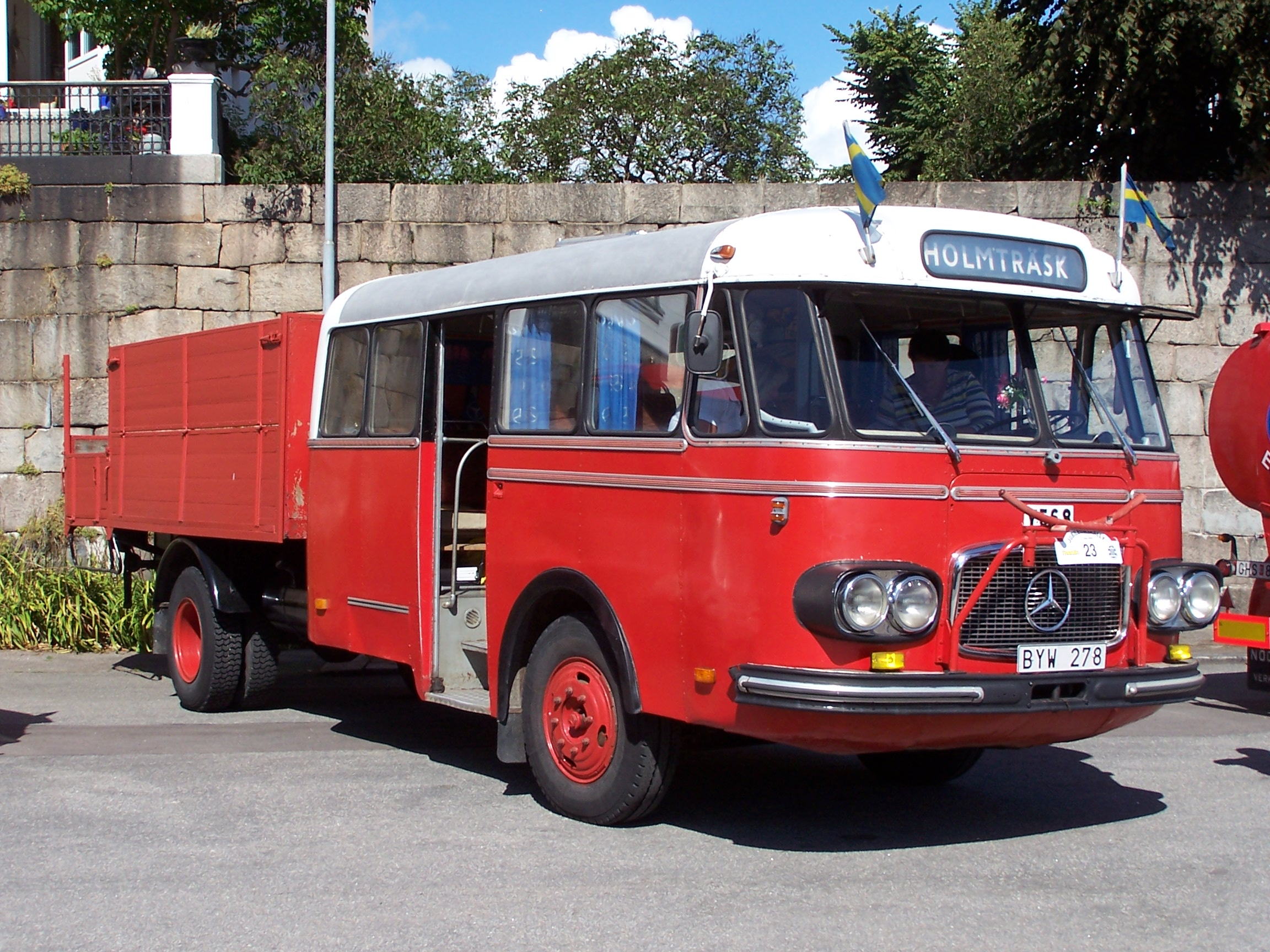
Skvaderbuss på Mercedes Benz LPO 322-chassi från 1965

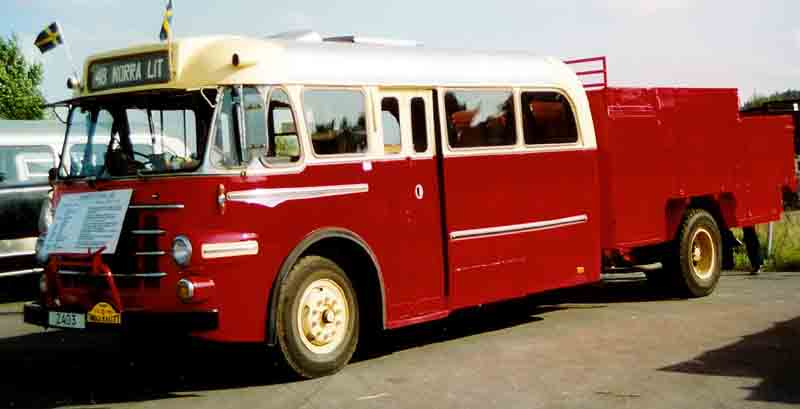
Skvaderbuss på Volvo B727-chassi från 1953

Skvader är den vardagliga benämningen på ett fordon som är en kombination av buss och lastbil, med en avkortad busskaross försedd med ett lastflak i den bakre delen. Namnet kommer från fabeldjuret skvader, den korsning mellan hare och tjäder som avbildades i fysisk form 1918, uppstoppad av en taxidermist i Sundsvall.
Postverkets diligenstrafik, som bedrev verksamhet i Sverige norr om en linje Östersund–Sollefteå, införskaffade både lastbilar och kombibussar av skvadertyp efter andra världskriget, då godstrafiken ökade. Behov av en kombibuss av skvadertyp fanns också för privata norrländska åkare, när lantbrukarna i glesbygd i Norrland började leverera mjölk till centralmejerier. Frakt av mjölkkrukor och övrigt gods kunde kombineras med ett mer begränsat antal passagerare än i en standardbuss. 
Skvadern har en specialkaross, ofta på ett förlängt busschassi. Passagerardelen kunde rymma omkring 13-22 sittande passagerare. En del av skvaderbussarna för Posten var ursprungligen vanliga bussar med karosser från bland andra Molinverken i Eskilstuna och Kjellbergs Karosserifabrik i Örnsköldsvik, vilka byggdes om på Postens Bussverkstad i Lycksele.
Behovet av ett öppet lastflak på kombibussarna minskade från 1970-talet, i och med att mejerierna övergick till hämtning av mjölk från bondgårdarna med tankbil.